# Anthopleura mortoni
Anthopleura mortoni is een zeeanemonensoort uit de familie Actiniidae.
Anthopleura mortoni is voor het eerst wetenschappelijk beschreven door England in 1992.